# Keiraïten

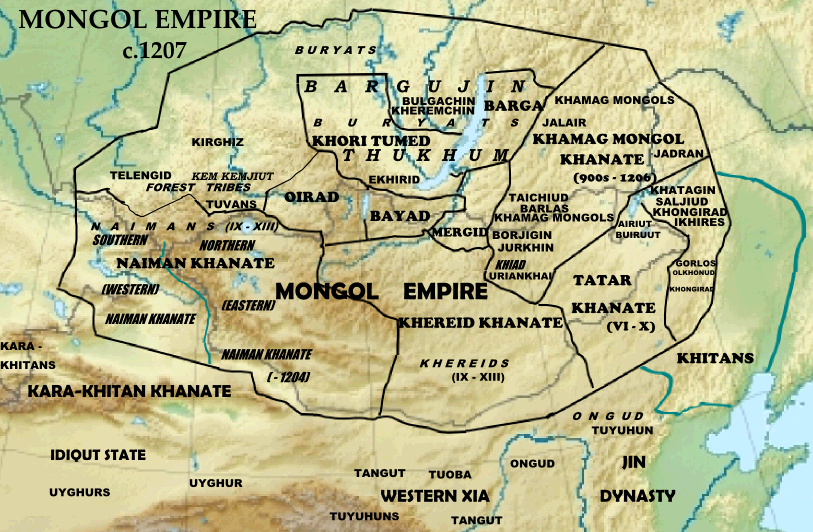
Verhoudingen in het Mongoolse gebied rond 1200. Op deze kaart worden de Keiraïten benoemd als Khereids

De  Keiraïten waren een kanaat in het gebied van het huidige Mongolië tijdens de periode van Dzjengis Khan. Het centrale deel van hun gebied werd gevormd door het huidige Gorkhi-Terelj Nationaal Park aan de rivier de Tuul. Ten westen lag het gebied van het kanaat van de Naimanen, ten noorden was het gebied van de Merkieten en oostelijk het Mongoolse gebied waar de stam van Dzjengis Khan aanwezig was. In het zuiden grensde het aan de Gobi-woestijn, waarachter in het noordwesten van China het rijk van de Tangut lag en in het noorden van China het rijk van de Jin-dynastie. 

## Periode tot aan dertiende eeuw

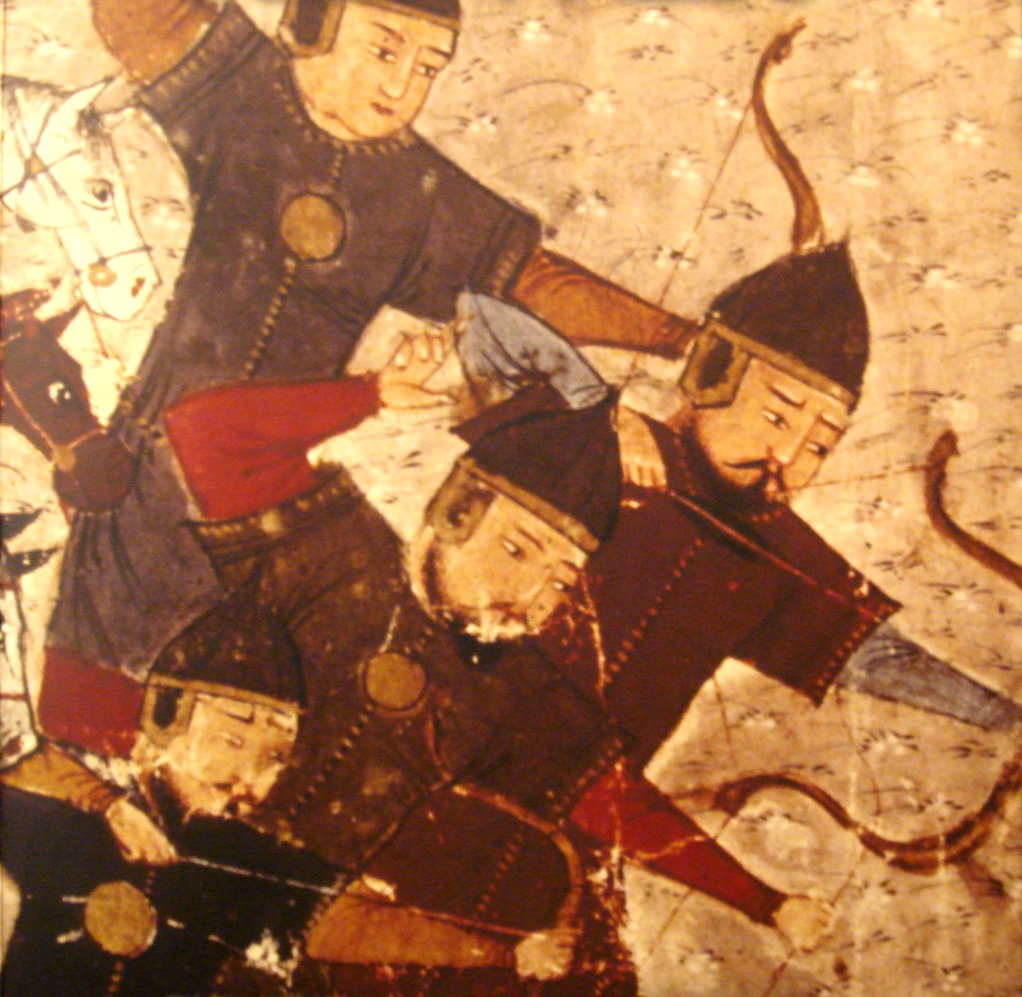
Illustratie van Mongoolse soldaten in het Jami' al-tawarikh van de Perzische historicus Rashīd al-Dīn

De Keiraïten waren als stam ontstaan als een clan van de Tatar. In Chinese bronnen werden de Tatar die in het gebied aanwezig waren Zubu genoemd. In 924 versloeg Abaoji, de stichter van de  Liao-dynastie van de Kitan de Zubu en maakte hen tribuutplichtig. De Kitan vestigden een aantal forten in het gebied. 
Chinese bronnen noemen een leider van de Zubu, Mogusi, die de Keiraïten kort voor 1100 verenigde en in opstand kwam tegen het gezag van de Kitan. Die opstand faalde, maar in 1125 werden de Kitan zelf verslagen door de Jurchen, die de Jin-dynastie vestigden. De  Keiraïten konden hierna hun onafhankelijkheid herwinnen en het door de Kitan bezette gebied weer innemen. 
Mogusi is dezelfde persoon als de Marqus-Buyruq Khan die als khan van de  Keiraïten wordt genoemd in het Jami' al-tawarikh, het beroemde geschiedkundige werk van de Perzische historicus Rashid-al-Din Hamadani. Zijn zoon, Qurjaqus-Buyruq Khan, wist een krachtig kanaat te creëren.

## Taal en godsdienst
Het is niet geheel duidelijk wat in die periode de taal van de Keiraïten was. Er kwamen veel Turkse namen en titels voor, maar de meeste historici zijn van opvatting dat de elite van de Keiraïten tweetalig Turks en Mongools was en de laatste taal toch de dominante geweest moet zijn. Na hun onderwerping aan Dzjengis Khan werden de  Keiraïten ook gezien als een volk dat deel uitmaakt van het Mongoolse. 
De elite van de  Keiraïten had zich, net als bij andere Turks-Mongoolse groepen als de Naimanen, de Onggud en de Merkieten, bekeerd tot het christendom. Een tekst van Bar-Hebraeus, een catholicos van de Syrisch-orthodoxe Kerk van Antiochië, meldt de bekering van een koning van de Keiraïten die in 1007 verdwaald was. Hij ontving een visioen van Sint Sergius  en op die wijze leidde de heilige hem naar zijn bestemming. Na een ontmoeting met christelijke handelaren herinnerde hij zich het visioen en informeerde bij hen naar het christelijk geloof. Zij leerden hem het  Lakhu Mara en het  Qadisha Alaha, Syrisch voor het Te Deum en het Trisagion. Daarna verzocht hij Abdisho, de bisschop van de nestoriaanse Kerk van het Oosten in Merv, priesters naar zijn gebied te zenden om hem en zijn volk te dopen. 
Namen van khans van de  Keiraïten als Marqus and Qurjaqus zijn ook duidelijk ontleend aan de  christelijke namen Marcus en Cyriacus. Prinsessen uit de families van de khans vormden later de belangrijkste christelijke invloed op de Mongoolse koninklijke familie. 
De bekering tot het christendom maakt ook de vele internationale contacten van het kanaat duidelijk. Turkse handelaren waren regelmatig aan het hof aanwezig. Het kanaat onderhield betrekkingen met de  Jin-dynastie. Er was sprake van een vijandige relatie met de Naimanen in het oosten en de Merkieten in het noorden. In hun strijd tegen de Naimanen sloten de Keiraïten allianties met de Tangut en het kanaat van de Kara-Kitan.

## Relatie met Dzjengis Khan
Na de dood van  Qurjaqus-Buyruq Khan nam de macht van het kanaat af. Hij had tientallen zonen die na zijn overlijden ieder een apanage ontvingen.  Het gevolg was een machtsstrijd. De oudste zoon,  Toghril, liet enkele van zijn broers vermoorden en wist met hulp van zijn anda Yesükhei, de vader van Dzjengis Khan, de machtsstrijd te winnen. Er bleef echter sterke weerstand tegen hem bestaan. 
Na de dood van  Yesükhei steunde Toghril Dzjengis Khan. Zij voerden samen aanvallen uit op traditionele vijanden als de Naimanen en de Merkieten. Een aanval op de Tatar werd uitgevoerd met hulp van de Jin-dynastie en als dank gaven de Jurchen Toghril de titel van Ong Khan. Zijn zoon  Ilqa Senggüm ging zich echter verzetten tegen de invloed van Dzjengis Khan op de  Keiraïten en kreeg daar voor draagvlak bij een aanzienlijk deel van de elite. Die factie wist een confrontatie met Dzjengis Khan te forceren. In 1203 werd het leger van de Keraiten door Dzjengis Khan verslagen. Ong Khan vluchtte met enkele getrouwen naar het westen. Daar werden die en Ong Khan zelf gedood door de Naimanen. Zijn zoon Ilqa Senggüm vluchtte met een restant van het leger naar de Tangut, waar hij eerst gastvrijheid ontving. Kort daarna kreeg hij daar conflicten en vluchtte naar Kucha, waar hij geëxecuteerd werd.  Het kanaat van de  Keiraïten was inmiddels verdwenen.

## Na de nederlaag tegen Dzjengis Khan
Na de nederlaag werden de Keiraïten onderdanen van de Mongolen. Dzjengis Khan nam vele prinsessen van de  Keiraïten tot zijn eigen vrouw en die van zijn zoons. De bekendste daarvan is Sorghaghtani Beki, dochter van een jongere broer van Ong Khan die de vrouw werd van Tolui, zoon van Dzjengis Khan en de moeder van Möngke Khan, Ariq Boke, Hulagu en Koeblai Khan. Op die wijze werden een aantal riten en gebruiken van de  Keiraïten aan het Mongoolse hof geïntroduceerd waaronder die van het nestoriaanse christendom. 

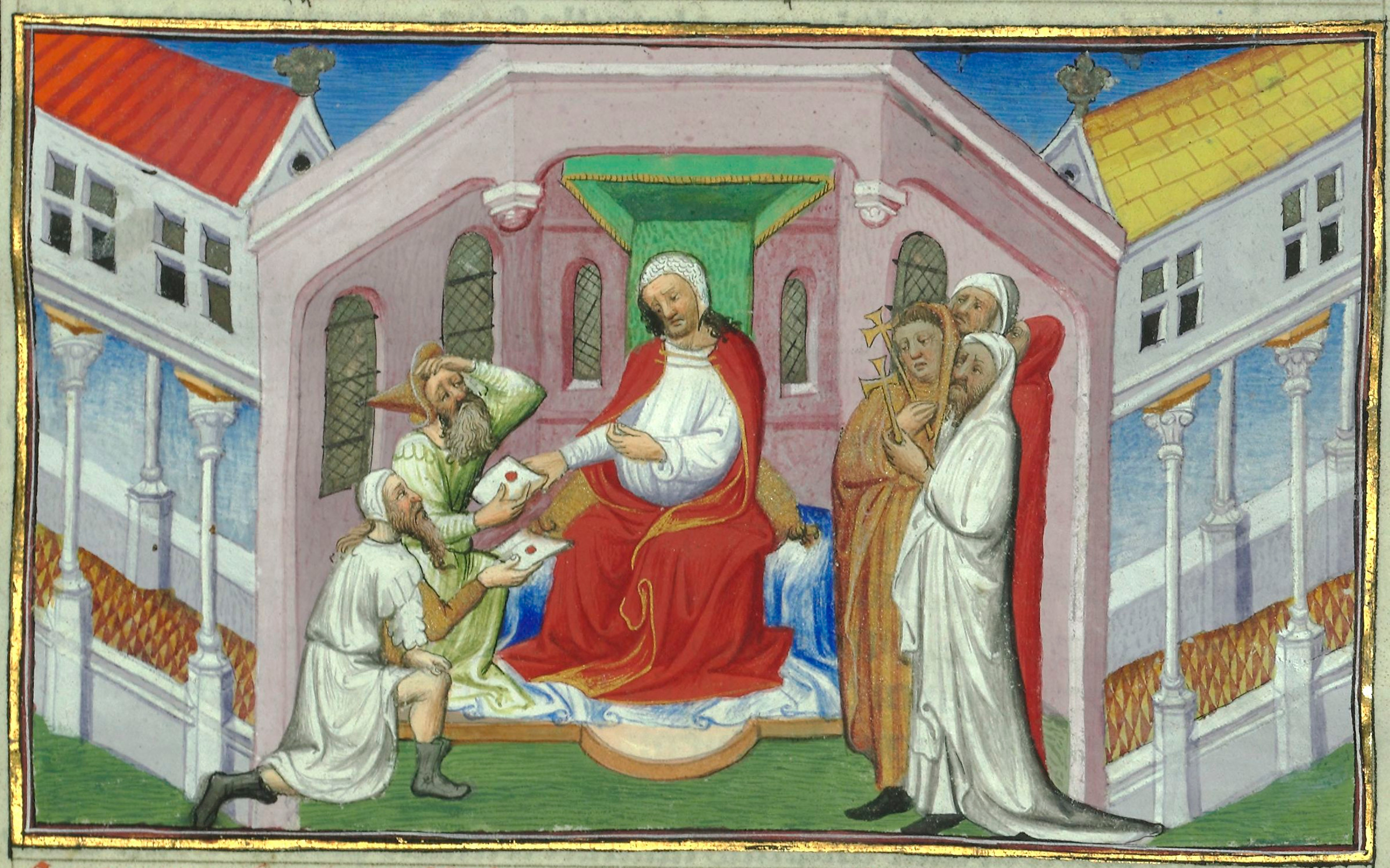
Illustratie in een uitgave van Il Milione uit de vijftiende eeuw. Ong Khan wordt afgebeeld als een kardinaal met twee assistenten met christelijke kruizen in verband met zijn associatie als Pape Jan. Hij ontvangt twee afgevaardigden van Dzjengis Khan

Keiraïten vervulden rollen in de bureaucratie van het rijk. Tijdens de Yuan-dynastie was de bevolking van dat rijk opgedeeld in een aantal categorieën. De  Keiraïten hadden in die hiërarchie dezelfde positie als de Mongolen en behoorden dus tot de hoogste categorie.  De Naimanen waren bijvoorbeeld  niet opgenomen in die hoogste categorie, maar in die van de Semuren. Dat heeft een betekenis als Gemengde categorieën. Dit waren verder bijvoorbeeld Oeigoeren, Tangut, Perzen, andere Turkstalige groepen en enkele christenen.
Er zijn nog steeds afstammelingen van de  Keiraïten te traceren. Clannamen van de Keiraïten zijn nog aanwezig in het huidige Binnen-Mongolië met name in het gebied van de Ordoswoestijn alsmede bij de  Khalkha-Mongolen in de huidige republiek Mongolië. De  Kerai is de naam voor een belangrijke stam van de Middelste Horde van de Kazachen. De elite van de Torgut, een stam binnen de federatie van de Oirat-Mongolen, claimde een afstamming van Ong Khan. Deze claim is waarschijnlijk in historisch opzicht niet correct, maar de naam Torgut betekent  "lijfwacht". Het is mogelijk dat enkele Torgut inderdaad afstammen van de lijfwachten van de koningen van de  Keiraïten. 
In een aantal laatmiddeleeuwse Europese geschriften wordt Ong Khan geassocieerd met de legende van de priester-koning  Pape Jan. 